# 広野台
広野台（ひろのだい）は、神奈川県座間市の町丁。現行行政地名は広野台一丁目から広野台二丁目。住居表示実施済み区域。

## 地理
神奈川県座間市の北部に位置し、一丁目北西部に1927年4月1日、小田急小田原線が開通、運行しているが最寄り駅はない。小田急相模原駅と相武台前駅の中間にあり、どちらの駅からも徒歩20分未満。

## 概略
旧地籍は、広野台一丁目が大字座間字元広野・元広野窪・南広野の行政道路以南、広野台二丁目が大字座間字元広野・南広野の鶴間街道以南、大字座間入谷飛地である。

## 歴史
広野（ひろの）と呼ばれたこの地域は、芝原（しばあら）の一部で相模が丘同様、関東ローム層と言う火山灰土の不毛な土壌、その上、地下の水脈が約25mと深く農地に適さないので原野のままになっており、キツネやウサギが住み着く徳川将軍の鷹狩の一部に過ぎなかった。この原野には屋根を葺く萱、燃料になる雑木や葉、牛馬の飼料となる雑草、農作物の堆肥となる雑草や落葉が豊富なので、江戸時代元禄年間には芝原一帯が座間野の区域になり、座間宿村・座間入谷村の草刈場とされた。江戸末期になって開墾が始まり、台地で平坦な相模が丘や小松原、相模原市南区相模台・新磯野、そして広野台一丁目・二丁目の元広野や二丁目の座間入谷飛地は広い面積の農地となったが、同じ広野台一丁目の元広野窪は目久尻川が流れ窪地・谷・崖・坂が多く農地になった面積は他の区域より小さかった。
戦前・戦中・戦後にかけて、幸い広野台・相模が丘・小松原は軍用地の買収を免れて畑の耕作は従来通り続けられた。
終戦直後、東久邇宮首相の「国民皆農主義」の呼びかけもあって、皆が先を争って農業へと回帰することが時代の風潮となった。急ごしらえの「帰農組合」が日本各地で作られ、耕せるところはどこでも耕そうと、耕作地の拡大に積極的に取り組んだ。その政策に基づき農業集落として広野台一丁目は緑ケ丘の一部とともに「相武台」に、二丁目は「小松原」に組み込まれた。
1950年代まで、広野台二丁目南部座間入谷飛地は座間入谷の人々が、一丁目・二丁目の元広野や元広野窪は座間の人々が各本村から毎日通いで耕作した。不毛な土壌で干害を受けやすかったが、桑栽培には適地であったので主に桑園として利用され、大麦・小麦・甘藷・陸稲・大根なども作られた。
古くから、厚木から武蔵国国府が置かれていた府中に通じる府中道（行幸道路）、大山道と神奈川往還（国道16号旧道）が交差する下鶴間宿へ通ずる鶴間街道、遠くは日本橋へ通ずる江戸街道、これらの街道が通っていたが、小田急相模原駅周辺の中和田新開や隣接する小松原新開のように移住して開拓する者はなく、専ら耕作地・通過往来の地にすぎず、集落は往古から形成されなかった。1957年から座間町は企業誘致を行い、1960年頃から工場が進出、荒地・畑・雑木林が混在した状態が1970年代はじめ頃まで続いた。
1955年に町営水道が給水開始。翌年には行幸道路沿い元広野窪上小池坂にキャンプ座間在勤者専用住宅「座間コート（Zama Court）」が竣工、広野台に初めて住戸が完成し人が住み始めた。ダイエー相武台店になっている位置には、座間町の企業誘致により1961年、無線通信機の工場が進出。その後、工場は移転。跡地は1960年代後半のボウリングブーム到来により、1970年に相武台ボールダイヤモンドレーン（通称・相武台ボウル）が開店。しかし第一次オイルショックやレジャーが多様化しボウリングブームは数年で終焉し役目を終え、その後1975年9月21日、スーパーマーケット忠実屋相武台店開店→1980年12月にディスカウントストア・サンエム1号店の相武台店が開店した。
1962年4月1日に創立し座間中学校体育館に間借りしていた座間第三小学校（座間市立相模野小学校）が、同年11月19日元広野の現在地に本館完成し移転、全児童入校式を挙行。11月25日には竣工式と第1回大運動会を開催し、同日を開校記念日とした。1966年4月4日には座間第三小学校近くの座間街道に、児童が安全に登下校できるよう座間町内初の歩道橋である相武台歩道橋が竣工。座間第三小学校は、小田急相模原駅周辺の座間市域である相模台地区、相武台地区の学童を持つ父兄と自治会の新校設立陳情から開校まで4年の歳月を要した。それまで児童は、座間第一小学校まで相模台から片道4.7キロ、相武台から片道2.3キロの道のりを徒歩で通学していた。
1961年、近隣の相模原市新磯野にて神奈川県住宅供給公社が相武台団地建設予定地の土地買収を完了、翌年用地造成工事が開始。同じ頃、行幸道路と座間街道が接続する周辺に住戸が点在・散在しはじめる。
1969年3月31日、神奈川県と座間市主体【都市計画道路 3・3・2 号 広野大塚線】新設の都市計画が決定。1960年代に入り、広野台二丁目旧元広野に日産自動車座間工場進出、隣接する相模が丘や、近隣の旧新磯野であった相武台団地・相模原市南区相模台、そして大和市中央林間西が急速に発展していくなかで、広野台一丁目とりわけ旧元広野窪の小田急線南側が他の地域より開発開始・宅地市街地化が著しく遅く停滞した。地形・交通不便が理由であるとともに、上記の区域が新設道路起点になったことも起因している。未着手だが2024年12月13日現在もこの都市計画は存続中である。
1974年11月1日、座間市は当該地域の各大字小字を統合し広野台1丁目・2丁目を新設*広野台が大字、1丁目・2丁目が小字の字丁目方式。
1999年9月13日には住居表示を実施、大字広野台を町丁に改編し広野台一丁目・広野台二丁目となる。

### 年表
- 江戸時代
  - 元和年間 - 領主内藤清成は、慶長8年（1603年）、八王子往還を発展させるため、この道筋に内藤家菩提寺宗仲寺を建立し、徳川家康と親しい源栄上人を初代住職に招聘した。慶長13年（1608年）に清成が亡くなったため、その子内藤清次が父清成の遺志を継ぎ、八王子往還付近の開発を更に進展するため、元和年間（1615年～1624年）のはじめに、当時の座間村周辺の集落（長宿・星の谷・皆原・羽根沢など）から農民を移住させ、座間新宿を設けようとした。慶安の頃に至って整備が成ったことから座間村から座間新宿を分村する気運が生まれた[28][29]。
  - 正保4年（1647年） -  相模野を草刈場として利用していた座間村と両・鶴間村（下鶴間村・上鶴間村中和田分）の間で境界をめぐる争い『夏草騒動』起きる[注釈 21][注釈 22][注釈 23]。
  - 寛文2年（1662年） - 領主久世廣之大和守の検地の際から、高座郡座間村は座間新宿の地域を分村し座間宿村と座間入谷村が起立[注釈 24][30]。
  - 元禄12年（1699年） - 幕府は「夏草騒動」の教訓を生かし、元禄年間はじめに相模野を10の区画に分け[注釈 25]、区画毎に近隣の村々の共同使用として、正式に入会野の権利を認めることにした。座間地域が所有する芝原（しばあら）が座間野と呼ばれるようになったのはこの頃からで、各区画には、野元（管理権）と呼ばれる入会野を管轄する村を設け入会野の運営に当たらせた[注釈 26][注釈 27]。この座間野で、野元の座間宿村・座間入谷村に対し、新戸村・磯部村が「冬草刈」をめぐり訴訟を起こした事件『冬草騒動』起きる。幕府は新戸村・磯部村の訴えを却下する裁定を下した[31]。
  - 享保11年（1726年）11月 - 座間野に開墾を願い出た者がいたので、代官日野小左衛門が座間野の検分をし、磯部村に座間野に関係する各村の代表を集め、意見を聴取したところ、開墾反対の意見であったので開墾は中止されたが、代官日野は座間野（面積400町歩・約400ヘクタール）の検地を行い関係の各村に分割することにした[注釈 28][32]。
  - 嘉永6年（1853年） - 芝原の開墾が始まり、文久3年（1863年）頃から明治10年（1877年）までの間に地割が完成し、座間宿村・座間入谷村の各戸に[注釈 29]、平等に分割され畑とされ耕作が始まった。不毛な土壌で干害を受けやすかったが、桑栽培には適地であったので桑園として利用されていた[33]。
- 明治時代
  - 1868年 - 高座郡座間村[注釈 30]、座間入谷村・栗原村・新田宿村・四ッ谷村・新戸村飛地[注釈 31]、神奈川府を経て神奈川県に所属。この年、広野と呼ばれた「小池窪」（現・座間市相武台二丁目）東方に広がる台地で辰街道までの地域に「北広野」「中広野」「南広野」（以上相模が丘一丁目～四丁目）、「元広野窪」（広野台一丁目）「元広野」（広野台一丁目・二丁目）以上の小字名が付けられ、座間村の管轄になる[34][35]。
  - 1877年 - 中和田新開[36]（小田急相模原駅北口一帯）の開拓が始まる[37]。
    - 1880年 - 中和田新開に開拓者が移住。
    - 1894年 - 中和田新開の座間村大字座間域北広野に座間中宿出身者1人が居を構え入植に加わる[注釈 32]。

  - 1889年4月1日 - 町村制施行により、この地は高座郡座間村大字座間字元広野・元広野窪・南広野の一部、大字座間入谷飛地となる[38][39]。
  - 1899年 - 座間入谷皆原出身者2名が通いで、飛地小松原の開拓を始める[40]。
  - 1905年 - 小松原に開拓者2名が移住[40]。
- 昭和（戦前・戦中）
  - 1927年4月1日 - 小田原急行鉄道小田原線開通。座間駅（現・相武台前駅）開業。
  - 1937年
    - 6月1日 - 座間駅が士官学校前駅と改称[41]。
    - 9月30日 - 市ヶ谷より陸軍士官学校が座間に移転。　
    - 12月20日 - 陸軍士官学校の卒業式昭和天皇行幸につき府中道が改修整備拡張され、行幸道路として原町田駅～士官学校正門まで完成（未完の士官学校正門～座間上宿ほか全面完成は1938年11月）。
    - 12月20日 - 座間村が町制施行し高座郡座間町となった。人口6,555人[42]。

  - 1938年6月1日 - 小田原急行鉄道がバス事業営業開始。士官学校前駅（相武台前駅）⇔南林間都市駅（南林間駅）間[43]。
  - 1939年
    - 11月28日 - 士官学校前駅踏切前起点（高座郡座間町大字座間字大坂台4515番地） ⇔ 江戸街道 ⇔ 小池窪 ⇔ 鶴間街道 ⇔ 下鶴間（旧国道16号・高座郡大和村大字下鶴間字乙三号2137番地）の道路、県道座間下鶴間線と認定される（路線認定告示で用いられる整理番号142）[注釈 33][44]。
    - 12月22日 - 九カ町村で「相模原軍都建設連絡委員会」結成。第1回総会は神奈川県庁3階の第2会議室で開かれた。『相模原市史第4巻』p633●軍都計画と八か町村の合併[注釈 34]。

  - 1941年
    - 1月1日 - 士官学校前駅が相武台前駅と改称[45]。
    - 3月1日 - 小田原急行鉄道が小田急電鉄と改称[46]。
    - 4月29日 - この当時、人口8,072人[42][注釈 35]の座間町は大野村、新磯村、上溝町、麻溝村、大沢村、田名村、相原村と合併し[注釈 36]、人口4万8,482人の高座郡相模原町が成立[47][注釈 37]。座間町の区域は相模原町の一部となる。

  - 1945年
    - 8月10日 - 天皇の国法上の地位存続のみを条件とする外務大臣案（原案）を昭和天皇が採用し、ポツダム宣言を受諾[48][49]。
    - 8月14日 - 日本政府は本宣言の受諾を駐スイスおよびスウェーデンの日本公使館経由で連合国側に通告[50]、終戦の詔書発布。
- 昭和（戦後）
  - 1945年
    - 8月15日 - 終戦。正午、日本政府は宣言の受諾と降伏決定をラジオ放送による昭和天皇の肉声を通して国民に発表（玉音放送）[注釈 38]。
    - 9月2日 - 日本国政府が降伏文書に調印、大東亜戦争・第二次世界大戦終結（日本国の敗戦）。連合国軍占領下により日本国の主権が停止[51]。
    - 9月5日 - 日本国政府の降伏文書調印に基づき、陸軍士官学校が米軍に接収されキャンプ座間となる[注釈 39]。

  - 1947年 - 米軍の命令により、「相武台新道」（行政道路）整備拡幅幹線道路化工事始まる[注釈 40]。
  - 1948年9月1日 - 旧座間町域（座間市域）が相模原町から分離独立し、高座郡座間町が再置される[注釈 41]。人口12,032人[52]。
  - 1952年4月28日 - 日本国主権回復[注釈 42]
  - 1954年
    - 10月15日 - 県道座間下鶴間線廃止、神奈川県から高座郡座間町へ移管。
    - 10月26日 - 神奈川県道50号座間大和線（行政道路）全面開通（起点：座間町座間字元広野窪5170番地⇔終点：大和町下鶴間字乙三号2137番地）[注釈 43][53][54]。

  - 1955年1月1日 - 座間町営水道給水開始[注釈 44]。
  - 1957年1月：「座間町工場誘致の奨励措置に関する条例」制定[注釈 45]。座間町が企業誘致を開始。
  - 1959年4月20日 - 行政道路（座間街道）以北を大字相模台として設置[注釈 46][55]。
  - 1962年4月1日 - 高座郡座間町立座間第三小学校創立（座間中学校体育館内に併設開校）[56]。
    - 11月19日 - 本館完成により、高座郡座間町座間字元広野5054番地の現在地に移転、新校舎に全児童入校式[56]。
    - 11月25日 - 校舎竣工式、第1回大運動会開催、開校記念日とする[56]。

  - 1963年7月 - 日産自動車、地元地権者と用地約15万坪売買契約締結[注釈 47]。
    - 1964年1月 - 農林省の転用認可交付される[注釈 48]。
    - 1964年3月12日 - 会社側で地鎮祭執行[注釈 49]。
    - 1964年4月20日 - 起工式。
    - 1964年12月 - 高座郡座間町座間字元広野5000番地に日産自動車座間工場が一部完成・操業開始。

  - 1965年
    - 5月26日 - 日産自動車座間工場竣工式[57]。
    - 5月30日 - 座間電報電話局管内[注釈 50]の電話、全国ダイヤル自動即時化[58]。市外局番0462・市内局番51[注釈 51][59]。

  - 1966年4月4日 - 相武台歩道橋竣工。※座間町内初の歩道橋[60]
  - 1967年
    - 4月5日 - 『座間広報』第104号 昭和42年4月5日発行p4に勤労者積立分譲住宅の募集「相武台団地」記事記載[注釈 52][61][62]。
    - 7月22日 - 座間町立広野プール開設[63]。

  - 1968年
    - 6月1日 - 大字座間字元広野5052番地の2に大和警察署相模台駐在所（座間警察署相模が丘交番）開設[64][注釈 53]。
    - 7月1日 - 町内の郵便番号が付与される（〒228）[65]。

  - 1969年
    - 3月31日 - 【都市計画道路 3・3・2 号 広野大塚線】新設が決定（※幅員22m・国道246号大和厚木バイパスと同じ幅員）[66]。
    - 10月 - 座間町の人口が5万人を超える。町の花を「ひまわり」と決定[67]。

  - 1971年11月1日 - 高座郡座間町、市制施行し座間市となる。人口62,740人[68]。
  - 1974年11月1日 - 当該地域の大字小字を統合し広野台1丁目・2丁目を新設。住所の表記は従来からの地番を使用（例・広野台1丁目xxxx番地の1）[注釈 54]。
  - 1975年3月 - 相模台歩道橋竣工[注釈 55]。
  - 1984年4月 - 相模野児童館開館[69]
  - 1985年
    - 3月26日 - 村富線全面開通[70][71]。
    - 12月24日 - 座間市の人口が10万人を超える[68]。
- 平成
  - 1999年9月13日 - 大字を町丁に改編し住居表示実施（例・広野台一丁目〇番1号）[72][注釈 56]。
  - 2001年 - 電話番号逼迫に伴い市内の市外局番（0462地域）が046へ3桁化（東京23区03・川崎044・横浜045と違い桁ずらし3桁化）。0462-51-xxxx→046-251-xxxx。
  - 2010年4月1日 - 相模原市が政令指定都市移行に伴い郵便番号を変更、相模原市一部地域と上3桁「228」を共用していた座間市内も228-00xxから252-00xxに変更。
  - 2018年3月13日 - イオンモール座間内郵便局開局。

### 大字小字・飛地の整理に関して追記
日産自動車座間事業所内第二・第三地区は、行政地名として「座間入谷」「栗原」の大字が実存している。日産自動車座間事業所は現有所有地を十把一絡げに「座間市広野台二丁目10番1号」と事業所登録しているが、すでにその住居表示の土地は、イオンモール座間・物流センターほかに売却されている。日産神奈川販売株式会社カレスト座間店の所在地は座間市広野台二丁目10番3号となっている。

## 世帯数と人口
2023年（令和5年）8月1日現在（座間市発表）の世帯数と人口は以下の通りである。
| 丁目         | 世帯数    | 人口    |
| ------------ | --------- | ------- |
| 広野台一丁目 | 1,366世帯 | 2,949人 |
| 広野台二丁目 | 0世帯     | 0人     |
| 計           | 1,366世帯 | 2,949人 |

### 人口の変遷
国勢調査による人口の推移。
| 年                 | 人口  |
| ------------------ | ----- |
| 1995年（平成7年）  | 2,426 |
| 2000年（平成12年） | 2,470 |
| 2005年（平成17年） | 2,844 |
| 2010年（平成22年） | 3,075 |
| 2015年（平成27年） | 3,179 |
| 2020年（令和2年）  | 3,037 |

### 世帯数の変遷
国勢調査による世帯数の推移。
| 年                 | 世帯数 |
| ------------------ | ------ |
| 1995年（平成7年）  | 838    |
| 2000年（平成12年） | 925    |
| 2005年（平成17年） | 1,087  |
| 2010年（平成22年） | 1,184  |
| 2015年（平成27年） | 1,248  |
| 2020年（令和2年）  | 1,254  |

## 学区
市立小・中学校に通う場合、学区は以下の通りとなる（2022年12月時点）。
| 丁目         | 番・番地等       | 小学校                 | 中学校             |
| ------------ | ---------------- | ---------------------- | ------------------ |
| 広野台一丁目 | 33番～35番       | 座間市立相武台東小学校 | 座間市立座間中学校 |
| 広野台一丁目 | 1～32番 36～50番 | 座間市立相模野小学校   | 座間市立相模中学校 |
| 広野台二丁目 | 全域             | 座間市立相模野小学校   | 座間市立相模中学校 |

## 事業所
2021年（令和3年）現在の経済センサス調査による事業所数と従業員数は、以下の通りである。
| 丁目         | 事業所数  | 従業員数 |
| ------------ | --------- | -------- |
| 広野台一丁目 | 78事業所  | 897人    |
| 広野台二丁目 | 220事業所 | 8,859人  |
| 計           | 298事業所 | 9,756人  |

### 事業者数の変遷
経済センサスによる事業所数の推移。
| 年                 | 事業者数 |
| ------------------ | -------- |
| 2016年（平成28年） | 142      |
| 2021年（令和3年）  | 298      |

### 従業員数の変遷
経済センサスによる従業員数の推移。
| 年                 | 従業員数 |
| ------------------ | -------- |
| 2016年（平成28年） | 5,823    |
| 2021年（令和3年）  | 9,756    |

## 交通

### 鉄道
一丁目北部に1927年、小田急小田原線が敷設され運行しているが、町内に鉄道駅はない。

### 乗り合いバス
- 神奈川中央交通の路線 - 北相武台バス停
  - （台01）相武台前駅 - 相武台団地循環 - 相武台前駅
  - （台13）相武台前駅 - 総合体育館前 - 北里大学病院・北里大学
  - （相27）相模原駅南口 - 北里大学病院・北里大学 - 相武台前駅
- 座間市コミュニティバス（ザマフレンド号）の路線
  - （B）小松原・病院経由コース
  - （C）相模が丘コース

廃止路線
- 神奈中バス
  - 相武台前駅 - 座間日産正門
  - 座間四ツ谷 - 相武台前駅経由 - 行幸道路 - 北相武台バス停 - 座間街道 - 旧国道16号の「亀の甲山」（横浜市旭区上川井町）経由 - 鶴ヶ峰駅経由 - 横浜駅西口行き（平日昼間週一本往復）。

### 道路
- 神奈川県道50号座間大和線 - 1947年、米軍の命令により既存の農道を整備拡張工事着工、1954年10月26日に幹線道路として全面開通した[84][85]。通称、相武台新道・行政道路→座間日産通り→座間県道→座間街道。
- 東京都道・神奈川県道51号町田厚木線 - 通称、府中道・町田道→行幸道路。1937年9月30日、市ヶ谷より現・キャンプ座間に移転した陸軍士官学校の卒業式（同年12月20日挙行）昭和天皇行幸につき、府中道が改修整備拡張され、行幸道路として原町田駅～士官学校正門まで完成（未完の士官学校正門～座間上宿ほか全面完成は翌年11月）。

## 施設
- イオンモール座間
- 座間市立相模野小学校

## その他

### 日本郵便
- 郵便番号 : 252-0012[3]（集配局 : 座間郵便局[86]）。